# Tomás Lafuente
Tomás Lafuente (Tres Lagunas, 17 de noviembre de 1917) es un político argentino.
El Dr. Tomás Lafuente nació en la localidad de Tres Lagunas (provincia de Formosa). Graduado de abogado, se radicó en la ciudad de Formosa, dedicándose a su profesión en el estudio jurídico compartido con el Dr. Flavio René Arias.
Hombre conocedor del territorio y de su gente, a través del ejercicio de su profesión, no puedo sustraerse de la problemática social, económica y política de la provincia, por lo que dirigió sus pasos hacia la política como manera de impulsar algunas soluciones a esos problemas.
Fue así como accedió como Convencional Constituyente en el año 1957 por el Partido Demócrata Formoseño y le cupo el honor de ocupar la vicepresidencia 1.º de la Convención Constituyente de Formosa. Al año siguiente fue postulado como candidato a diputado provincial por su partido y ocupó una banca en la primera legislatura provincial por el período 1958-1962.
Retirado de la función pública y de la actividad política, el Dr. Tomás Lafuente reside actualmente en la ciudad de Córdoba, pero mantiene permanentes vínculos con la comunidad formoseña a la que ha servido generosa y honestamente.
- Datos: Q2881235